# 莫米 (大西洋比利牛斯省)
莫米（法語：Momy，法語發音：[mɔmi]）是法国大西洋比利牛斯省的一个市镇，属于波城区。

## 地理
莫米（43°23'49"N, 0°6'28"W）面积6 平方千米，位于法国新阿基坦大区大西洋比利牛斯省，该省份为法国东南部省份，涵盖了贝阿恩与北巴斯克，西临大西洋比斯開灣，北至朗德省，东北接热尔省，东临上比利牛斯省，南与西班牙接壤。
与莫米接壤的市镇（或旧市镇、城区）包括：贝阿恩附近维勒纳沃、阿诺伊、邦塔尤-塞雷、吕卡雷、莫尔、佩尔隆格-阿博斯、塞兹-莫贝克。

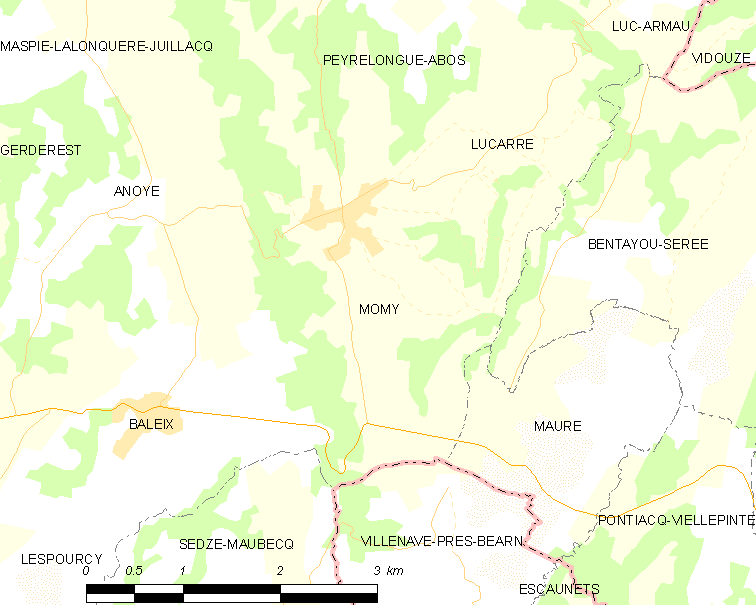
的OSM定位图

莫米的时区为UTC+01:00、UTC+02:00（夏令时）。

## 行政
莫米的邮政编码为64350，INSEE市镇编码为64388。

## 政治
莫米所属的省级选区为莫尔拉斯与蒙塔内雷斯地区县。

## 人口

1962-2008年间人口变化图示

莫米于2022年1月1日时的人口数量为110人。